# Karen Nelson
Karen Nelson, född 3 december 1963, är en friidrottare från Kanada. Hon deltog vid olympiska sommarspelen 1984.